# Гридчин, Валерий Павлович
Вале́рий Па́влович Гри́дчин (20 октября 1939, Епифань — 27 декабря 1977, Ленинград) — советский и российский кларнетист, солист оркестра Ленинградского государственного академического театра оперы и балета имени С. М. Кирова, лауреат международного конкурса, заслуженный артист РСФСР (1977).

## Биография
В 1962 году Валерий Гридчин окончил Ленинградскую консерваторию по классу Владимира Генслера. В 1963 году он стал дипломантом Всесоюзного конкурса музыкантов-исполнителей. С 1965 по 1977 год Гридчин был солистом оркестра Ленинградского государственного академического театра оперы и балета им. Кирова. В 1977 году ему было присвоено звание заслуженный артист РСФСР.
Помимо работы в оркестре Валерий Гридчин выступал в составе квинтета духовых инструментов Кировского театра, в который кроме него входили флейтист Валентин Зверев, гобоист Пётр Тосенко, валторнист Игорь Лифановский и фаготист Сергей Красавин. В 1966 году этот ансамбль стал лауреатом престижного международного конкурса ARD в Мюнхене.
Валерий Гридчин скончался 27 декабря 1977 года в Ленинграде. Он похоронен на Киновиевском кладбище.

## Награды и звания
- Дипломант Всесоюзного конкурса музыкантов-исполнителей (Ленинград, 1963)
- Лауреат I премии Международного конкурса ARD (Мюнхен, 1966)
- Заслуженный артист РСФСР (1977)